# Histoire de la myasthénie

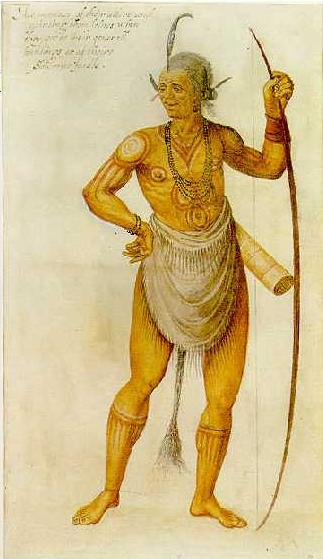
Portrait en pied de 1585 par John White d'un guerrier indien de la baie de Chesapeake ayant par la suite servi de modèle pour représenter le chef Opchanacanough, qui aurait été le premier patient connu atteint de myasthénie.

L'histoire de la myasthénie retrace l'évolution des connaissances concernant cette maladie auto-immune de la plaque motrice, dont les premières descriptions remontent au XVIIe siècle. C'est surtout en Grande-Bretagne et en Allemagne qu'ont lieu les premières études cliniques. Longtemps considérére comme mystérieuse, la myasthénie ne reçoit son nom définitif qu'à la fin du XIXe siècle. Ses mécanismes physiopathologiques et les principes de son traitement sont élucidés et précisés au cours du XXe siècle.

## Les premières observations

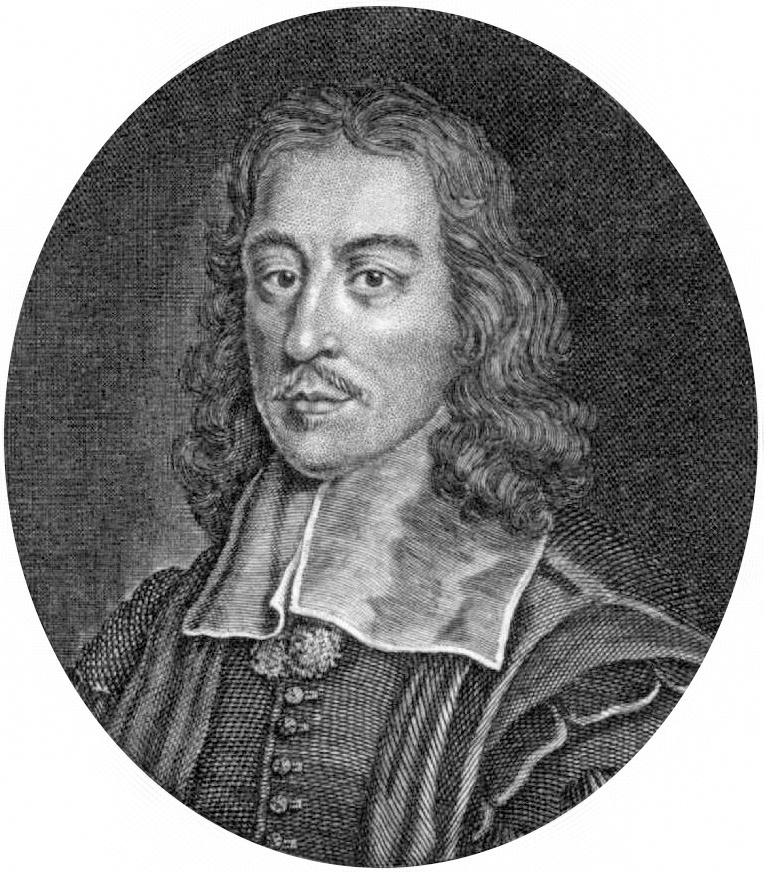
Thomas Willis (1621-1675) est l'auteur des premières descriptions cliniques de la myasthénie dans la littérature médicale

Le premier cas documenté évocateur de la maladie est celui du chef amérindien powhatan Opchanacanough (v.1550-1646), l'oncle de Pocahontas, dont l'état de santé en 1644 est rapporté par un chroniqueur de la colonie de Virginie en ces termes : « La fatigue extrême qu'il endurait minait sa constitution ; sa chair se ramollissait, ses muscles perdaient leur tonus et leur élasticité ; et ses paupières étaient si lourdes qu'il ne pouvait plus y voir, sauf si ses serviteurs les lui soulevaient [...] il était incapable de marcher ; mais son esprit s'élevant par-dessus les ruines de son corps, gouvernait depuis la litière sur laquelle ses indiens le transportaient » (« The excessive fatigue he encountered wrecked his constitution; his flesh became macerated; his sinews lost their tone and elasticity; and his eyelids were so heavy that he could not see unless they were lifted up by his attendants [...] he was unable to walk; but his spirit rising above the ruins of his body directed from the litter on which he was carried by his Indians »). Ce témoignage permet à Marsteller d'établir le diagnostic rétrospectif d'une forme généralisée de myasthénie chez Opchanacanough. Cependant, ce dernier ne meurt pas de sa maladie, mais assassiné en avril 1646, âgé de plus de 90 ans, dans la prison de Jamestown où il attendait d'être transféré en Angleterre pour comparaître devant le roi Charles 1er. Il est abattu d'un coup de pistolet dans le dos, tiré à bout portant par un de ses gardiens désireux de venger sa famille massacrée par les Indiens en 1644 au cours de la troisième Guerre anglo-powhatans,.
Vingt-huit années après cette première description non médicale, en 1672, Thomas Willis, médecin, anatomiste et professeur de philosophie naturelle à Oxford, relate dans son De anima brutorum plusieurs observations de patients qui « le matin sont capables de marcher avec assurance en balançant alternativement leurs bras ou de soulever n'importe quel objet lourd, et avant midi, ayant épuisé leur réserves [d'esprits animaux] dispersées dans leurs muscles, se retrouvent à peine capables de bouger les mains ou les pieds ». Il cite le cas d'une patiente dont la faiblesse, qu'il nomme « paralysie factice » (« spurious palsy ») concernait non seulement les membres, mais aussi la parole. Il écrit : « J'étais en charge d'une femme prudente et honnête qui pendant de nombreuses années était sujette à ce genre de paralysie factice qui affectait de manière intolérable non seulement ses membres, mais aussi sa langue ; qui à certains moments pouvait parler librement et assez normalement mais qui après avoir parlé longtemps ou rapidement n'était plus capable d'articuler le moindre mot, devenait aussi muette qu'un poisson et ne pouvait retrouver l'usage de la parole avant une heure ou deux ».

## Caractérisation de la maladie à la fin duXIXesiècle

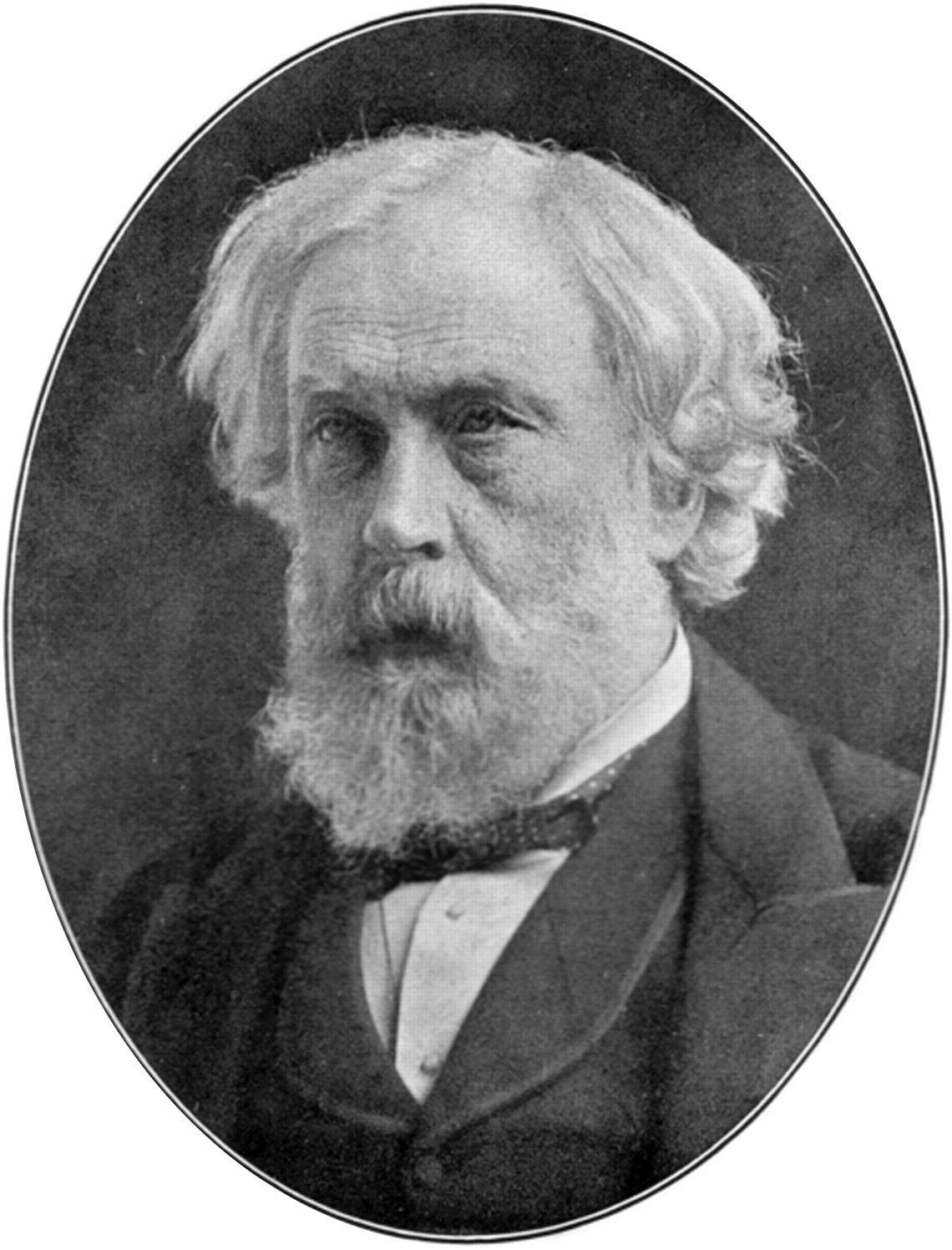
Sir Samuel Wilks, 1er baronnet (1824-1911), auteur, à Londres, de la première observation anatomoclinique démontrant l'intégrité des structures du système nerveux central dans la myasthénie.

Ce n'est que 200 ans plus tard qu'un autre médecin anglais, Sir Samuel Wilks, 1er baronnet (1824-1911), consultant du Guy's Hospital, donne en 1877 une description anatomoclinique d'un cas de « cérébrite, hystérie et paralysie bulbaire » chez une jeune fille dont la faiblesse est décrite comme fluctuante et dont l'autopsie ne trouve pas le ramollissement bulbaire attendu.

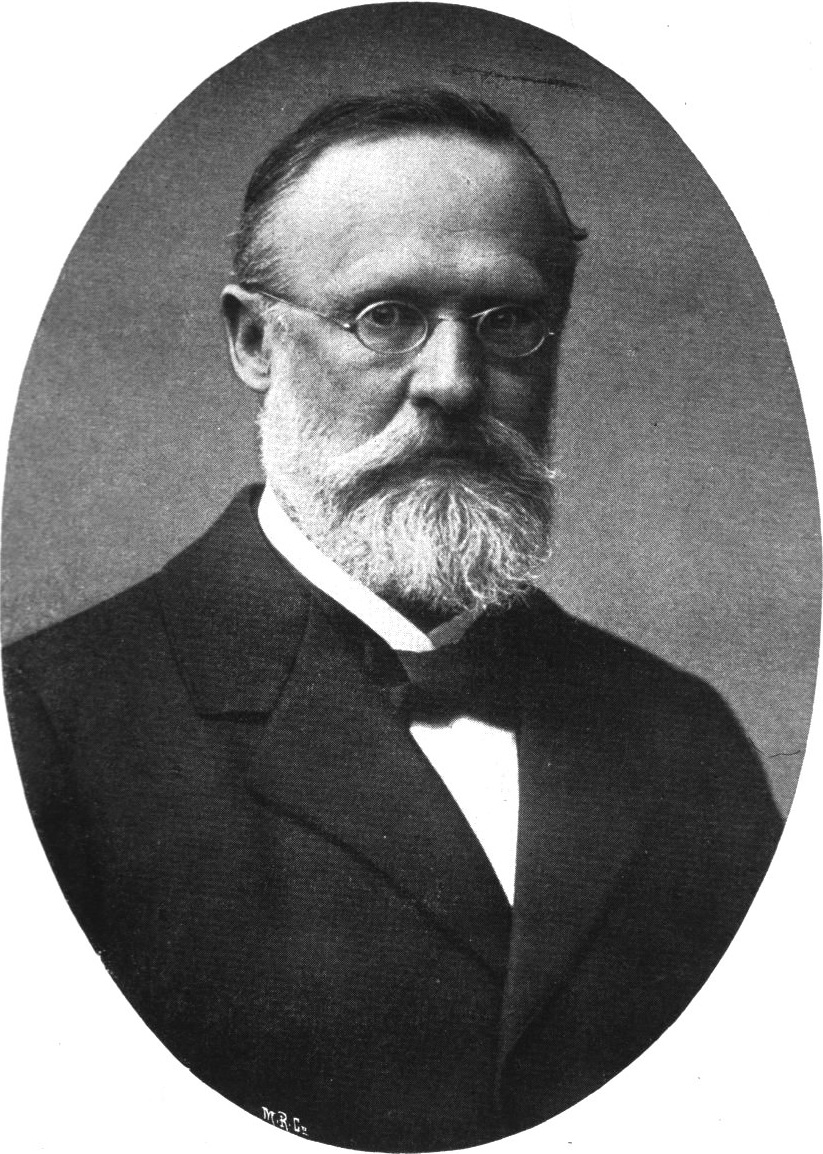
Wilhelm Heinrich Erb (1840-1921), professeur de neurologie à Heidelberg est le premier à donner une description clinique détaillée de la myasthénie.

Presque simultanément, à Heidelberg, Wilhelm Erb (1840-1921), l'un des fondateurs de la neurologie allemande, publie, en 1879, trois observations dans le premier article entièrement consacré à cette nouvelle maladie. Il y donne une description approfondie d'une forme qu'il qualifie d'« étrange » (« eigentumlich ») de paralysie bulbaire, dans laquelle il insiste sur la présence d'un ptosis bilatéral, d'une diplopie, d'une dysphagie, d'une parésie faciale et d'une faiblesse des muscles du cou. Il constate des fluctuations des symptômes. L'un de ces 3 cas a une évolution fatale, mais n'est pas autopsié. Dans la littérature médicale germanique, la maladie reçoit le nom de ce médecin (« Erb'sche Krankheit »).

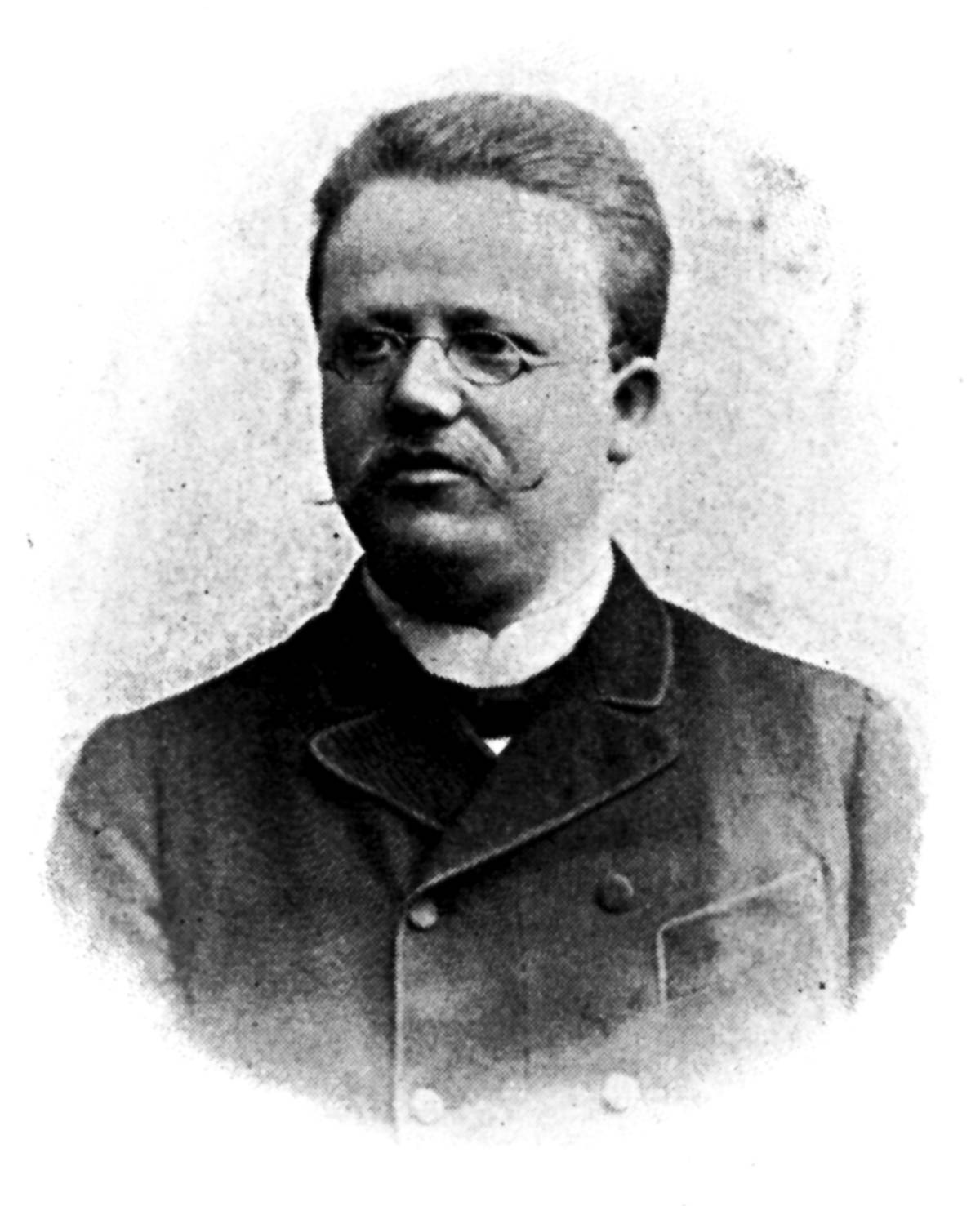
Hermann Oppenheim (1858-1919), neurologue berlinois, rapporte en 1887 un cas de « paralysie bulbaire chronique progressive sans lésion anatomique ».

Huit années plus tard, à Berlin, Hermann Oppenheim, alors figure montante de la neurologie allemande et élève préféré de Carl Westphal, rapporte le cas d’une patiente se plaignant d’une faiblesse intermittente des quatre membres, puis des muscles d’innervation bulbaire, qui meurt d’insuffisance respiratoire. Il qualifie le trouble de « Paralysie bulbaire chronique progressive sans lésions anatomiques ». Avec clairvoyance, il fait pour la première fois le rapprochement entre ces symptômes et ceux de l’intoxication au curare. Cependant Oppenheim, qui était pourtant l’assistant favori de Carl Westphal, sera écarté de la voie académique par les mesures discriminatoires antisémites de l'administration prussienne au profit de Friedrich Jolly, lequel poursuivra ses travaux sur la paralysie bulbaire chronique progressive. Ceci n’empêchera pas Oppenheim de publier en 1901, une synthèse des 58 observations connues en utilisant cette fois le terme de myasthénie, inventé entretemps par Jolly.

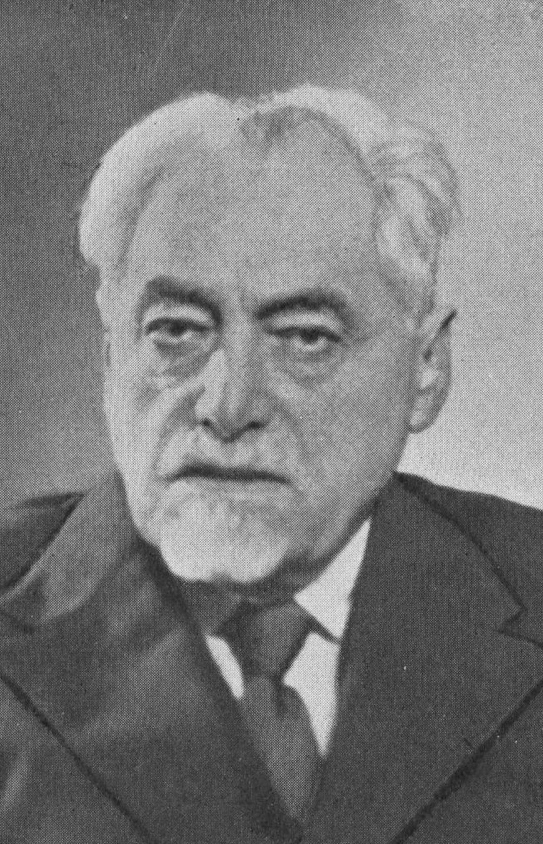
Samuel Goldflam (1852-1932) de Varsovie, a tracé le cadre clinique définitif de la myasthénie

Les dernières années du XIXe siècle verront la publication d'un assez grand nombre d’autres cas isolés, en Allemagne (par Eisenlohr en 1886), en Grande-Bretagne (par Lauriston Elgie Shaw en 1890 et Julius Dreschfeld en 1893) et aux États-Unis (par Hermann Hoppe en 1892), jusqu'à ce que le Polonais Samuel Goldflam (1852-1932), s'appuyant sur ces travaux et sur trois autres cas personnels, définisse en 1893 le cadre complet des différentes formes cliniques de la maladie dans un travail reconnu comme fondateur et intitulé : Ueber einen scheinbar heilbaren bulbärparalytischen Symptomen-complex mit Betheiligung der Extremitäten (À propos d'un complexe de symptômes avec paralysie bulbaire apparemment régressive et atteinte des extrémités des membres). Son nom est dès lors ajouté à celui d'Erb dans la dénomination éponymique de l'affection (qui devient ainsi la maladie d'Erb-Goldflam).

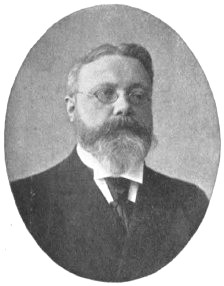
Le professeur Friedrich Jolly de l'université de Berlin (1844-1904) est l'inventeur du terme de « myasthénie ». Photographie de 1898.

En 1895, Friedrich Jolly, dans une communication présentée à la Société de Berlin, qui sera ensuite publiée dans la revue Berliner Klinische Wochenschrift, propose le nom de « myasthénie grave pseudoparalytique », après avoir renoncé à celui de « pseudoparalysis myasthenica ». Il s'agit aussi de la première étude démontrant la fatigabilité musculaire au moyen d'un test électrophysiologique chez deux jeunes garçons de 14 et 15 ans. En stimulant un groupe musculaire jusqu'à l'épuisement il fait apparaître une faiblesse dans des muscles non stimulés ce qui constitue un indice d'un facteur circulant à l'origine de cette faiblesse. Dans ce même travail, Jolly suggère l'efficacité de la physostigmine, mais la juge trop dangereuse pour pouvoir être utilisée pour traiter les patients.

## L'amélioration des connaissances auXXesiècle

### Les progrès thérapeutiques

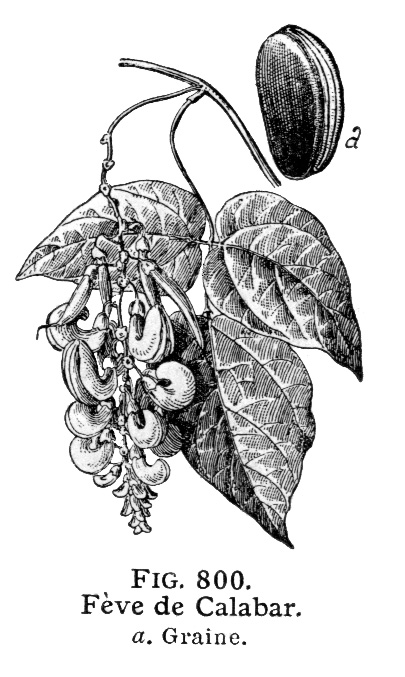
Physostigma venenosum, la fève de Calabar est une fabacée africaine dont est extraite la physostigmine, première molécule anticholinéstérasique utilisée comme traitement symptomatique de la myasthénie. Illustration du Larousse Médical 1912.

En 1906, Edward Farquhar Buzzard (1871-1945), médecin de l'hôpital de Queen Square identifie une infiltration de lymphocytes (phénomène qu'il dénomme lymphorragie) dans les fibres musculaires de certains patients myasthéniques. Il constate également une augmentation du nombre des lymphocytes dans le thymus.
La relation entre la myasthénie et les anomalies du thymus est précisée au début du XXe siècle. Leopold Laquer et Carl Weigert de Francfort sont les premiers à décrire l’association de la maladie avec un thymome malin. Gordon Holmes en 1923, puis Norris en 1936 constatent une hyperplasie ou une tumeur du thymus dans la majorité des formes graves de la maladie, celles qui conduisent au décès et sont autopsiées,.
En 1911, le chirurgien allemand Ferdinand Sauerbruch introduit le premier traitement efficace de la maladie en réalisant une thymectomie à l'hôpital universitaire de Zürich chez une patiente de 20 ans atteinte à la fois d'une myasthénie et d'une hyperthyroïdie,. Vingt-cinq ans plus tard, le chirurgien américain Alfred Blalock, pionnier de la chirurgie thoracique et cardiaque  perfectionne et contribue à développer cette opération délicate et risquée en raison des complications fréquentes de l'anesthésie chez les patients myasthéniques. Le 26 mai 1936, Blalock opère avec succès une jeune fille de 19 ans atteinte d'une forme généralisée de myasthénie, associée à un thymome réfractaire à la radiothérapie,.

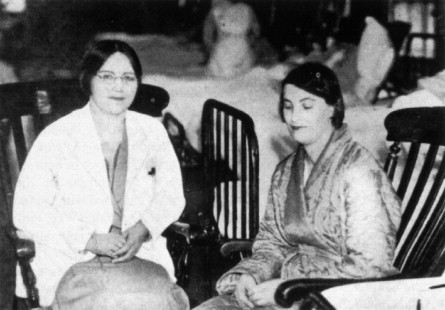
Photographie du Dr. Mary Broadfoot Walker (à gauche de l'image), assise à côté de sa patiente Dorothy Codling (à droite sur l'image) prise à l'hôpital Saint-Alfège de Greenwich en 1934.

Au début de l’année 1934, Mary Broadfoot Walker, médecin au St. Alfege's Hospital de Greenwich, découvre qu'une injection sous-cutanée de physostigmine est suivie d'une amélioration rapide et spectaculaire de la faiblesse musculaire d'une patiente de 56 ans atteinte de myasthénie : c'est le « miracle de Saint-Alfège ». Cette idée lui était venue en entendant le Dr Derek Denny-Brown, consultant à St. Alfege, évoquer la ressemblance entre les symptômes et les signes cliniques de la myasthénie et ceux observés dans l'empoisonnement au curare dont un antidote, connu à cette époque, est précisément la physostigmine. Ce cas fait l'objet d'une publication dans le journal the Lancet en juin 1934. Au moment où paraît cet article fondateur, MB Walker expérimente, à nouveau avec succès, une molécule apparentée mais dépourvue des effets indésirables de la physostigmine, synthétisée trois ans auparavant par Aeschlimann et Reinert ; il s’agit de la néostigmine, commercialisée par la firme Roche sous le nom de Prostigmine®.  Il faut cependant rappeler que Mary Walker n'est pas la première à avoir utilisé un médicament anticholinestérasique dans cette indication : en effet dès 1932 Lazar Remen (1907-1974) de l’université de Münster en Westphalie a lui aussi traité avec succès l'un de ses 3 patients, âgé de 49 ans par la néostigmine, sans cependant discuter davantage ce résultat dans son article,.

### La compréhension physiopathologique

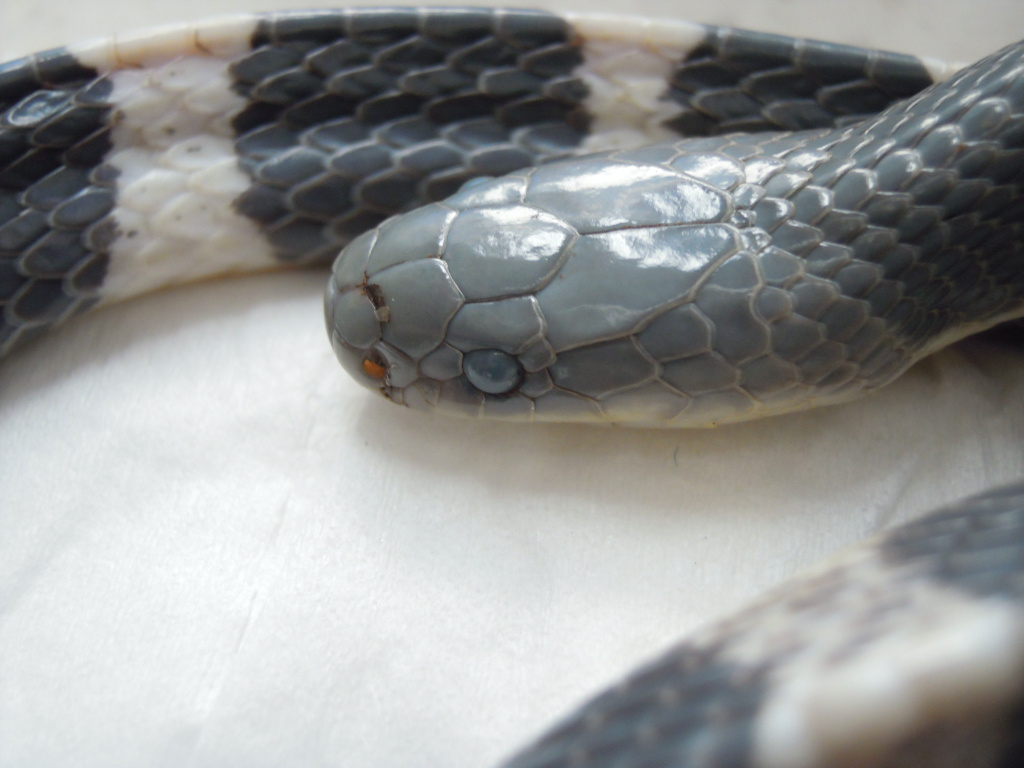
Le bongare rayé (ou krait de Taiwan), dont le venin est un poison spécifique de la plaque motrice.

Willis, dès la fin du XVIIe siècle explique la faiblesse de sa patiente par « l'empêchement de quelque substance » d'atteindre les fibres musculaires. Le rôle probable d'un agent « toxique » pour le muscle est évoqué par Buzzard sur l'argument histopathologique que constitue la présence de lymphocytes, constatée par Weigert en 1901 et par lui-même (« lymphorragies ») en 1905, dans les muscles ou d'autres tissus de patients myasthéniques. En 1960, un effet cytolytique du sérum des patients atteints de myasthénie sur le muscle de grenouille est mis en évidence et le neurologue écossais 
John A. Simpson avance pour la première fois l'hypothèse de l'auto-immunité comme mécanisme de la maladie.
Deux ans plus tard, un travail expérimental fondateur de Chang et Lee montre que l'alpha-bungarotoxine (α-BTX) une alpha-neurotoxine extraite du venin du bongare rayé (ou krait de Taïwan), un serpent extrêmement dangereux, se fixe de manière irréversible sur la jonction neuromusculaire du diaphragme de la souris, ce qui ouvre la voie aux travaux de recherche clinique sur la myasthénie utilisant l'iode radioactif 125 comme marqueur de l'α-BTX pour quantifier la fixation de la toxine sur la plaque motrice. C'est ainsi que l'on découvre, en 1973, que le nombre de 
récépteurs nicotiniques de l'acétylcholine fonctionnels est considérablement diminué dans les muscles des patients atteints de myasthénie, en comparaison des muscles normaux.